# TONE (album của TVXQ)
Tone (TONE) là album phòng thu tiếng Nhật thứ năm của nhóm nhạc Hàn Quốc Tohoshinki, được Avex Trax phát hành vào ngày 28 tháng 9 năm 2011. Đây là album tiếng Nhật đầu tiên của Tohoshinki sau khi họ trở thành bộ đôi gồm 2 thành viên Yunho và Changmin. Tone có 3 phiên bản (version) – Version A, gồm có CD+DVD kèm theo MV ca khúc (music videos); Version B, bao gồm CD+DVD kèm theo phim ngắn (off-shot movies); và Version C, phiên bản chỉ có CD cùng với bonus track. Việc sáng tác cho album bắt đầu từ năm 2009 nhưng thực sự bắt đầu sản xuất vào đầu năm 2011.
Về phần âm nhạc, Tone là album nhạc pop chủ yếu bao gồm uptempos, midtempos, và ballad cùng với R&B, có sự ảnh hưởng của electropop và rock. Sau khi phát hành, Tone nhận được nhiều nhận xét tích cực, với nhiều sự ca ngợi từ các nhà phê bình, đây là album có nhiều sự kết hợp nhất của Tohoshinki từ trước đến nay. Album đạt được thành công lớn về thương mại; nó đứng vị trí thứ nhất trong BHX Oricon Albums Chart, bán được 205,000 trong tuần đầu tiên phát hành. Trong 2 tuần tiếp theo, album nhận được chứng nhận Bạch kim của Recording Industry Association of Japan (RIAJ), Tone thậm chí trở thành album tiếng Nhật bán chạy nhất của Tohoshinki với trên 330,000 bản.

## Ngoài lề
Ca khúc thứ hai "Superstar" ban đầu được viết bằng tiếng Anh với tựa đề "Everyday Superstar". Sau đó bài hát được dịch sang tiếng Nhật, lời ca và ý nghĩa thay đổi hoàn toàn so với bản gốc. Đồng tác giả Lars Halvor Jensen nói với HitQuarters giữ lại phần lời dịch vì "nó dễ nhớ và mọi người đều hiểu được". Phiên bản gốc bằng tiếng Anh được thu âm bởi nhóm nhạc pop người Ai-len Jedward  trong album thứ hai của họ Victory. Ca khúc cũng đồng thời được thêm làm bonus track trong album debut của họ tại Nhật  Planet Jedward.

## Phát hành
Vào ngày 30 tháng 7 năm 2011, khi tham gia lễ hội âm nhạc a-Nation 10th Anniversary for Life Charge & Weider ở Jelly concert, U-Know đã tiết lộ album tiếng Nhật sắp tới của họ dự kiến được phát hành vào ngày 28 tháng 9. Max cũng tiết lộ rằng tour lưu diễn Nhật Bản thứ năm của họ sẽ bắt đầu vào tháng 1 năm sau.
Ngày 31 tháng 7,  có thêm tiết lộ rằng các ca khúc đã phát hành trước đó là  "Why? (Keep Your Head Down)", "Maximum", "Superstar", và "I Don't Know" sẽ nằm trong album và album sẽ được phát hành với 3 phiên bản: CD+DVD (phiên bản giới hạn A), CD+DVD (phiên bản giới hạn B) và CD (phiên bản thường C).
Ngày 15 tháng 8, có thông báo rằng một bài hát trong album "Back to Tomorrow" sẽ được sử dụng làm nhạc nền quảng cáo cho Illuneige, một sản phẩm của Menard Cosmetics. Đoạn preview dài 1 phút 12 giây của bài hát xuất hiện trên trang chủ của Illuneige.
Ngày 27 tháng 8, danh sách bài hát của cả ba phiên bản của Tone được đăng tên trang web tiếng Nhật chính thức của Tohoshinki, cùng với đoạn preview 17 giây của ca khúc "B.U.T (Be-Au-Ty)". Những phụ kiện đính kèm có giới hạn cũng được tiết lộ là a jacket sized card (1 out of 6) and event application (for versions A, B and C), "Superstar" PV shoot off shot movie (cho phiên bản A), và một tập sách ảnh mini đặc biệt (cho phiên bản B).
Ngày 2 tháng 9 năm 2011, Tohoshinki công bố bìa album của cả ba phiên bản của Tone, kèm theo teaser dài 30 giây của "Duet" trên trang web của họ.
Từ ngày 2 đến ngày 4 tháng 9, Tohoshinki tham gia tour lưu diễn lần thứ 10 của SMTown, khi đó họ đã biểu diễn ca khúc sắp phát hành "B.U.T (Be-Au-Ty)".
Ngày 6 tháng 9, kênh YouTube chính thức của Avex Trax phát hành đoạn MV teaser dài 15 giây của "B.U.T (Be-Au-Ty)". 5 ngày sau, phiên bản 1 phút 30 giây của "B.U.T (Be-Au-Ty)" được công bố, cùng với 3 clip behind-the-scenes trên chương trình Mezamashi TV của đài Fuji TV Ngày 19 tháng 9, video ca nhạc đầy đủ của "B.U.T (Be-Au-Ty) được phát hành.
Ngày 27 tháng 9 năm 2011, ngay trong ngày đầu tiên phát hành, Tone đứng thứ nhất BXH ngày Oricon Daily Album Chart với 105,484 bản được bán, vượt qua album trước đó là The Secret Code với 82,891 bản được bán ra trong ngày đầu tiên, album duy trì vị trí thứ #1 trong những ngày tiếp theo. Ngày 4 tháng 10 năm 2011, Oricon thông báo Tone bán được trên 204,980 bản trong tuần đầu tiên từ 9/26~10/2, tiếp tục vượt qua thành tích 157,954 bản của The Secret Code; album giành vị trí thứ 1 trên BXH tuần Oricon Weekly Album Chart, đó cũng là lần đầu tiên Tohoshinki đứng thứ #1 trong BXH tuần các album được phát hành. Cũng nhờ đó, họ đã phá vỡ kỉ lục 11 năm khi là nghệ sĩ nước ngoài bán được trên 200,000 album trong tuần đầu tiên kể từ thời album Crush của Bon Jovi's . Ngày 7 tháng 11 năm 2011, Oricon thông báo Tone đã bán được 278,057 bản trong tháng 10, đứng thứ nhất BXH tháng Oricon Monthly Album Chart, Tohoshinki cũng lần đầu đạt được vị trí thứ #1 đối với BXH tháng trong các album được phát hành.
Ngày 7 tháng 10 năm 2011, Tone được chứng nhận Bạch kim bởi Recording Industry Association of Japan (RIAJ) nhờ thành tích bán được trên 250,000 album. Ngày 19 tháng 12 năm 2011, Oricon thông báo Tone đã bán được trên 293,674 bản trong năm 2011, đứng vị trí thứ 20 BXH năm Oricon Yearly Album Chart.

## Danh sách bài hát

### CD
| STT              | Nhan đề                                                                        | Phổ lời                         | Phổ nhạc                                                                | Thời lượng |
| ---------------- | ------------------------------------------------------------------------------ | ------------------------------- | ----------------------------------------------------------------------- | ---------- |
| 1.               | "Introduction: Magenta"                                                        | Shinjiroh Inoue                 | Shinjiroh Inoue                                                         | 1:32       |
| 2.               | "B.U.T (Be-Au-Ty)"                                                             | Yoo Young-jin, Luna             | Yoo Young-jin, Ryan Jhun, Antwann Frost                                 | 3:35       |
| 3.               | "I Think U Know"                                                               | Luna                            | Nermin Harambasic, Robin Jenssen, Ronny Svendsen, Anne Judith Wik       | 4:07       |
| 4.               | "Duet"                                                                         | Shinjiroh Inoue                 | Shinjiroh Inoue                                                         | 4:19       |
| 5.               | "Thank You My Girl"                                                            | Luna                            | John Paul Lam, Tony Oh, Akil Thompson                                   | 3:11       |
| 6.               | "Telephone"                                                                    | Luna                            | Michele, Vice-Maslin, C.J. Vanston, Matt Tryggestad                     | 3:25       |
| 7.               | "Back to Tomorrow"                                                             | Shinjiroh Inoue                 | White N3rd, Paul Lewis                                                  | 3:39       |
| 8.               | "Why? (Keep Your Head Down)" (Japanese version)                                | Luna                            | Yoo Han-jin, Yoo Young-jin                                              | 4:00       |
| 9.               | "Maximum" (Japanese version)                                                   | Luna                            | Yoo Young-jin                                                           | 3:42       |
| 10.              | "I Don't Know"                                                                 | Luna                            | Hitchhiker                                                              | 3:24       |
| 11.              | "Superstar"                                                                    | Luna                            | Lars Halvor Jensen, Johannes Joergensen, Drew Ryan Scott, Lindy Robbins | 3:43       |
| 12.              | "Flowers with the Color of Happiness" (シアワセ色の花 () Shiawase Iro no Hana) | Katsuhiko Yamamoto              | Katsuhiko Yamamoto                                                      | 6:42       |
| 13.              | "Easy Mind"                                                                    | Luna                            | Coach, greensleeves                                                     | 3:45       |
| 14.              | "Weep"                                                                         | Shinjiroh Inoue                 | solaya                                                                  | 4:22       |
| 15.              | "Somebody to Love: 2011 Version"                                               | Yoshimitsu Sawamoto, Mai Osanai | Kei Haneoka                                                             | 4:03       |
| Tổng thời lượng: | Tổng thời lượng:                                                               | Tổng thời lượng:                | Tổng thời lượng:                                                        | 57:37      |

## Xếp hạng

### Xếp hạng tuần
| Bảng xếp hạng (2014, 2015)                     | Vị trí |
| ---------------------------------------------- | ------ |
| Japanese Albums Chart (Oricon)                 | 1      |
| Billboard Japan Top Albums                     | 1      |
| South Korean Albums Chart (Gaon)               | 4      |
| South Korean International Albums Chart (Gaon) | 1      |
| Taiwanese East Asian Albums Chart (G-Music)    | 5      |

### Doanh số
| Ngày phát hành      | BXH Oricon           | Vị trí | Doanh số | Tổng    | Chart run |
| ------------------- | -------------------- | ------ | -------- | ------- | --------- |
| 28 tháng 9 năm 2011 | Daily Albums Chart   | 1      | 105,484  | 331,600 | 45 tuần   |
| 28 tháng 9 năm 2011 | Weekly Albums Chart  | 1      | 204,980  | 331,600 | 45 tuần   |
| 28 tháng 9 năm 2011 | Monthly Albums Chart | 1      | 278,057  | 331,600 | 45 tuần   |
| 28 tháng 9 năm 2011 | Yearly Albums Chart  | 20     | 293,674  | 331,600 | 45 tuần   |

## Lịch sử phát hành
| Định dạng                            | Quốc gia    | Ngày phát hành       | Phiên bản       | Nhãn đĩa          |
| ------------------------------------ | ----------- | -------------------- | --------------- | ----------------- |
| CD CD+DVD (Thường) CD+DVD (Giới hạn) | Nhật Bản    | 28 tháng 9 năm 2011  | Cả ba phiên bản | Avex Trax         |
| CD CD+DVD (Thường) CD+DVD (Giới hạn) | Hàn Quốc    | 14 tháng 10 năm 2011 | Phiên bản A, C  | SM Entertainment  |
| CD CD+DVD (Thường) CD+DVD (Giới hạn) | Đài Loan    | 14 tháng 10 năm 2011 | Cả ba phiên bản | Avex Taiwan       |
| CD CD+DVD (Thường) CD+DVD (Giới hạn) | Philippines | 26 tháng 11 năm 2011 | Cả ba phiên bản | Universal Records |